# مغزلية (فصيلة)
المغزلية (الاسم العلمي: Fusobacteriaceae) هي فصيلة من البكتيريا تتبع رتبة المغزليات من طائفة المغزلانيات.

## أجناس
- المغزلية